# Alfred Hershey
Alfred Day Hershey (4. prosince 1908, Owosso, Michigan, USA – 22. května 1997, Syosset, New York, USA) byl americký bakteriolog a genetik.
Vystudoval Michiganskou státní univerzitu, kde v roce 1930 získal bakalářský titul následovaný titulem PhD. v roce 1934. V roce 1969 získal Nobelovu cenu za fyziologii a medicínu. Je známý podáním definitivního důkazu, že DNA je nositelkou genetické informace. Tuto skutečnost dokázal v roce 1952 spolu se svou asistentkou Marthou Chase provedením dnes tzv. Hershey-Chase experimentu.